# Серпуховская агломерация
Се́рпуховская агломера́ция — городская агломерация, с центром в городе Серпухове, расположенная на территории трёх смежных субъектов Российской Федерации: Серпуховского района Московской области, юго-восточной части Жуковского района и северо-восточной части Тарусского района Калужской области, северной части Заокского района Тульской области. Население агломерации превышает 280 тысяч человек, почти половина населения проживает в её центре — городе Серпухове.
Согласно некоторым оценкам, существует более крупная 400-тысячная полицентрическая Серпуховско-Ступино-Каширская агломерация-конурбация.

## Состав агломерации

Агломерация и её окружение

Состав агломерации приводится в соответствии с монографией Г. М. Лаппо «Города на пути в будущее». М.: Мысль, 1987. 237 с., а также в соответствии со статьёй Е. Н. Перцика и А. Г. Махровой «Агломерации второго порядка в Московском столичном регионе: развитие, границы, взаимосвязи» (в тематическом сборнике «Московский столичный регион.» М.: Мысль, 1988.). При этом город Кремёнки и пгт Оболенск обрели свой статус уже после публикации указанных работ, ранее факт существования указанных населённых пунктов официально утаивался в силу режимной (секретной) специфики этих поселений.
| тип н.п. | Название     | Население перепись 2020-2021 г. 1.10.2021 |
| -------- | ------------ | ----------------------------------------- |
| город    | Серпухов     | 133793                                    |
| город    | Протвино     | 37735                                     |
| город    | Пущино       | 19578                                     |
| город    | Кремёнки     | 11745                                     |
| город    | Таруса       | 9918                                      |
| пгт      | Заокский     | 6464                                      |
| пгт      | Оболенск     | 4167                                      |
| пгт      | Пролетарский | 4280                                      |
| ВСЕГО    | ВСЕГО        | 227680                                    |

| наименование муниципального образования                 | тип муниципального образования | площадь, (2021) км² | население всего (перепись 2020-2021 г. 1.10.2021) | в том числе сельское (перепись 2020-2021 г. 1.10.2021) |
| ------------------------------------------------------- | ------------------------------ | ------------------- | ------------------------------------------------- | ------------------------------------------------------ |
| Муниципальные образования в составе Московской области: |                                |                     |                                                   |                                                        |
| Серпухов                                                | городской округ                | 1056,34             | 181030                                            | 38790                                                  |
| Протвино                                                | городской округ                | 26,69               | 37735                                             | —                                                      |
| Пущино                                                  | городской округ                | 13,28               | 19578                                             | —                                                      |
| Муниципальные образования в составе Калужской области:  |                                |                     |                                                   |                                                        |
| Кремёнки                                                | городское поселение            | 9,474               | 11745                                             | —                                                      |
| село Троицкое                                           | сельское поселение             | 168,356             | 1943                                              | 1474                                                   |
| Таруса                                                  | городское поселение            | 13,46               | 9918                                              | —                                                      |
| село Волковское                                         | сельское поселение             | 36,01               | 965                                               | 965                                                    |
| село Некрасово                                          | сельское поселение             | 49,64               | 427                                               | 427                                                    |
| село Кузьмищево                                         | сельское поселение             | 53,19               | 1391                                              | 1391                                                   |
| Муниципальные образования в составе Тульской области:   |                                |                     |                                                   |                                                        |
| Заокский                                                | городское поселение            | 5,05                | 6528                                              | 64                                                     |
| Малаховское                                             | сельское поселение             | 211,88              | 6922                                              | 6922                                                   |
| Страховское                                             | сельское поселение             | 234,61              | 5854                                              | 5854                                                   |
| ВСЕГО                                                   | ВСЕГО                          | 1877,98             | 284036                                            | 55887                                                  |